# Anel booliano
Em álgebra, um Anel booliano {\displaystyle R} é um anel onde {\displaystyle x^{2}=x} para todo {\displaystyle x}  em {\displaystyle R}, isto é, {\displaystyle R} consiste apenas de elementos idempotentes.

## Notações
Há pelo menos quatro sistemas diferentes e incompatíveis de notação para anéis e álgebras boolianos:
- Em álgebra comutativa a notação padrão é usar {\displaystyle x+y=(x\wedge \neg y)\vee (\neg x\wedge y)} para a soma do anel {\displaystyle x} e {\displaystyle y}, e usar {\displaystyle xy=x\wedge y} para seus produto.

- Em lógica, uma notação comum é usar {\displaystyle x\wedge y} para o produto e usar {\displaystyle x\vee y} para a junção, dada em termos da conotação do anel (dado acima) por {\displaystyle x+y+xy}.

- Em teoria dos conjuntos e lógica é também comum usar {\displaystyle x\cdot y} para o produto e {\displaystyle x+y} para a junção {\displaystyle x\vee y}. Este uso do {\displaystyle +} é diferente do usado na teoria do anel.

- Uma rara convenção usa {\displaystyle xy} para o produto e {\displaystyle x\oplus y} para a soma no anel, para se evitar a ambiguidade do sinal {\displaystyle +}